# Língua sheko
Sheko é uma das línguas omóticas da família das Afro-Asiáticas falada na area entre Tepi e Mizan Teferi no oeste da Etiópia, na Woreda de Sheko, Zona Bench Maji. O Censo de 2007 registrou 38.911 falantes; enquanto que o de  1998 listou 23.785 falantes, sendo 13.611 monolingues em Sheko.
A língua se notabiliza por suas consoantes retroflexas (conf. Aklilu Yilma 1988), uma significante característica compartilhada com a muito relacionada língua dizin e com a vizinha geográfica, mas não tão relacionada, língua bench (conf. Breeze 1988).
Ethnologue list as seguintes características linguísticas:
- Ordem das palavras básica -  Sujeito-Objeto-Verbo
- Uso de postposições (em relação ao substantivo): gentivos, artigos, adjetivos, numerais, pronomes relativos
- Palavra interrogativa inicial – 1 prefixo, 5 sufixos;
- Ordem das palavras distingue sujeito, objetos diretos e indiretos;
- Afixos indicam caso gramatical em frases nominais;
- Afixos em verbos indicam pessoa, número e gênero do sujeito;
- Frases passivas, causativas, comparativas

Em termos de fonética a língua apresenta sílabas CV, CVC, CVV, CV:C, CVCC; A língua é tonal, com três tons, alto, médio, baixo;
Sheko, junto com as línguas Dizin e Nayi, fazparte de um pequeno grupo de línguas chamadas "Maji" ou "Dizoid".

## Fonologia
Além das consoantes retroflexas mencionadas acima, a fonologia de Sheko é caracterizada por um total de 28 fones de ouvido concordantes , cinco vogais longas e seis vogais curtas , mais quatro níveis de tom fonêmico .

### Consoantes
Hellenthal (2010, p.45) lista os seguintes fonemas consoantes de Sheko:
|             |             | Labial | Alveolar | Pós- alveolar | Retroflexa | Velar | Glotal |
| ----------- | ----------- | ------ | -------- | ------------- | ---------- | ----- | ------ |
| Plosiva     | Ejetiva     | pʼ     | tʼ       |               |            | kʼ    |        |
| Plosiva     | Surda       |        | t        |               |            | k     | ʔ      |
| Plosiva     | Sonora      | b      | d        |               |            | ɡ     |        |
| Africada    | Ejective    |        | tsʼ      | tʃʼ           | tʂʼ        |       |        |
| Africada    | Surda       |        | ts       | tʃ            | tʂ         |       |        |
| Fricativa   | Surda       | f      | s        | ʃ             | ʂ          |       | h      |
| Fricativa   | Sonora      |        | z        | ʒ             | ʐ          |       |        |
| Nasal       | Nasal       | m      | n        |               |            |       |        |
| Rótica      | Rótica      |        | r [ɾ]    |               |            |       |        |
| Aproximante | Aproximante | w      |          | j             |            |       |        |

Diferentemente de outros idiomas dizóides, o Sheko não tem contraste entre  / r / e  /l/. As consoantes raramente são geminadas , e existe uma nasal silábica /n̩/

### Vogais
Hellenthal (2010, p. 56) lista as seguintes vogais longas e curtas de Sheko:  / i /,  / ii /,  / e /,  / ee /  / ə /,  / a /,  / aa /,  / u /,  / uu /,  / o /,  / oo /.

### Tons
Sheko é uma das poucas línguas da África que possui quatro níveis distintos de de tons.  O tom distingue o significado tanto no léxico quanto na gramática, particularmente para distinguir pessoas no sistema pronominal

## Gramática
O Ethnologue lista as seguintes características morfossintáticas: "SOV; postposições; genitivos, artigos, adjetivos, numerais, relativos após as raízes dos substantivos; pergunta interrogativa no início; 1 prefixo, 5 sufixos; ordem das palavras distingue sujeitos, objetos, objetos indiretos; os afixos indicam caso de frases substantivas; afixos verbais marcam pessoa, número, gênero do sujeito; passivos, causativos, comparativos ".

## Amostra de texto
kookn shadnka daanta kib S’oku yaabonka
dacha ítira sasku qarnsab bengiqa
bengs náng tәkә azqa ń qaynbab
náng s’oon qoy antə faadu ń kaysnbab
unabab qyaastə qarns footutə
ń dadu tamarstә ń noogu arutə
wota saanta ń baznbab ń dadukn maakutə
unaka haaqastaka bazxabara sesutә
ń noogu ń angusә qoy footutә
Português
Pessoas Sheko em lugares distantes e próximos
na nova era que os levou lá adequadamente
o ano é nosso nele vamos subir
faça nossos corações acabar com a fome
deixee passado e torne-se novo
ensinar nossos filhos a considerar nossa língua
no futuro, o que faremos é contar aos nossos filhos
mostrando o que foi feito no passado e agora
expandir nossa linguagem se tornando uma